# Distretto di Esenguly
Il distretto di Esenguly è un distretto del Turkmenistan situato nella provincia di Balkan. Ha per capoluogo la città di Esenguly.